# 小垣知佳
小垣知佳（1973年6月3日—）是日本漫畫家。血型B型。同人誌漫畫家出身。美術大學畢業。曾使用筆名「花丸木」、「蝶樂」發表同人誌及漫畫作品。

## 作品
- 漫遊勇者（日语：エビアンワンダー）、全2冊、原名
- 浪漫冒險（日语：Landreaall）、長鴻版4冊待續、原名《Landreaall》、日文版24冊待續

## 外部連結
- （日語）http://sws.gogo.tc/ （页面存档备份，存于） 小垣知佳官方網站